# Dschiwan Gasparjan

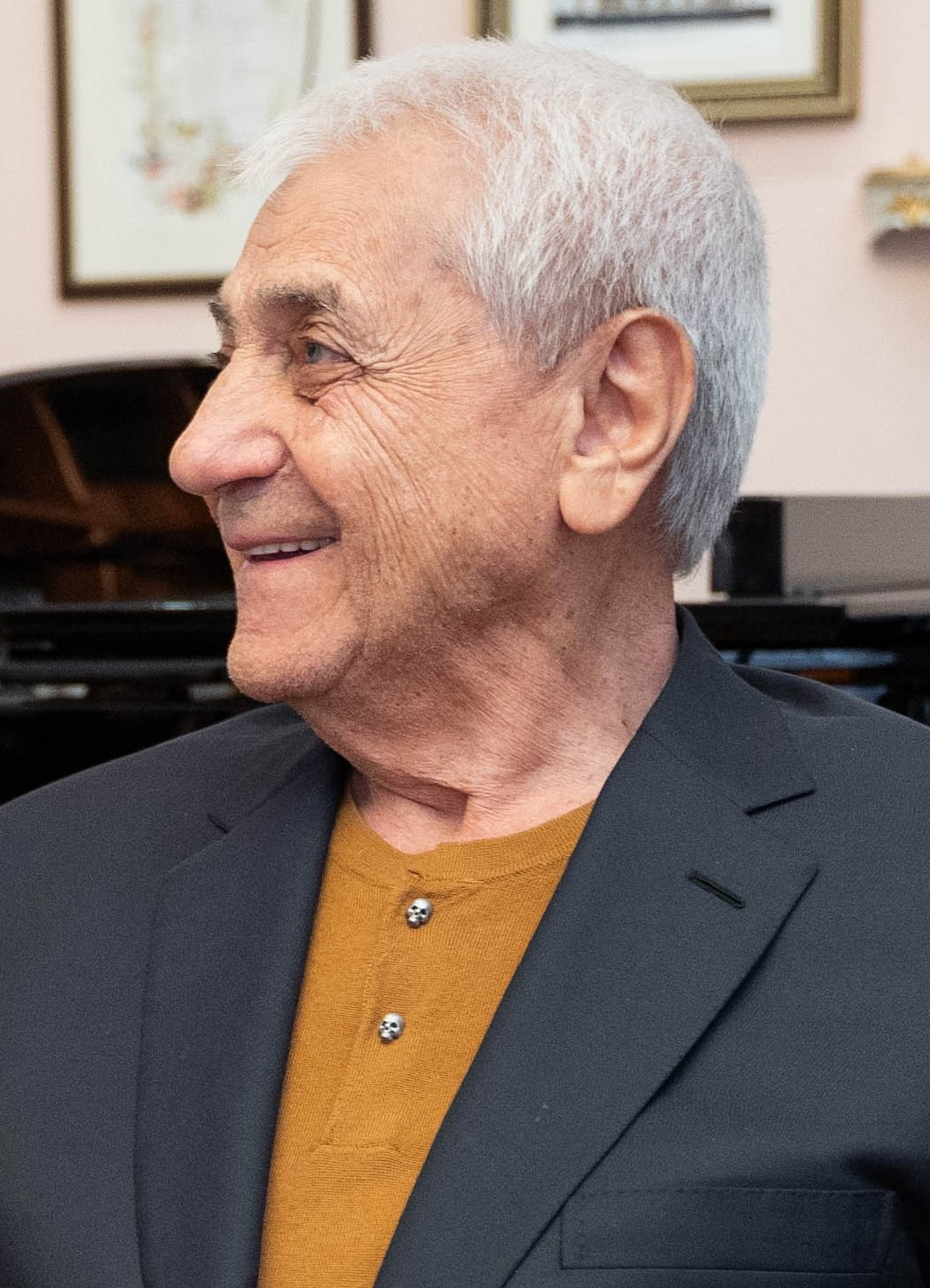
Dschiwan Gasparjan

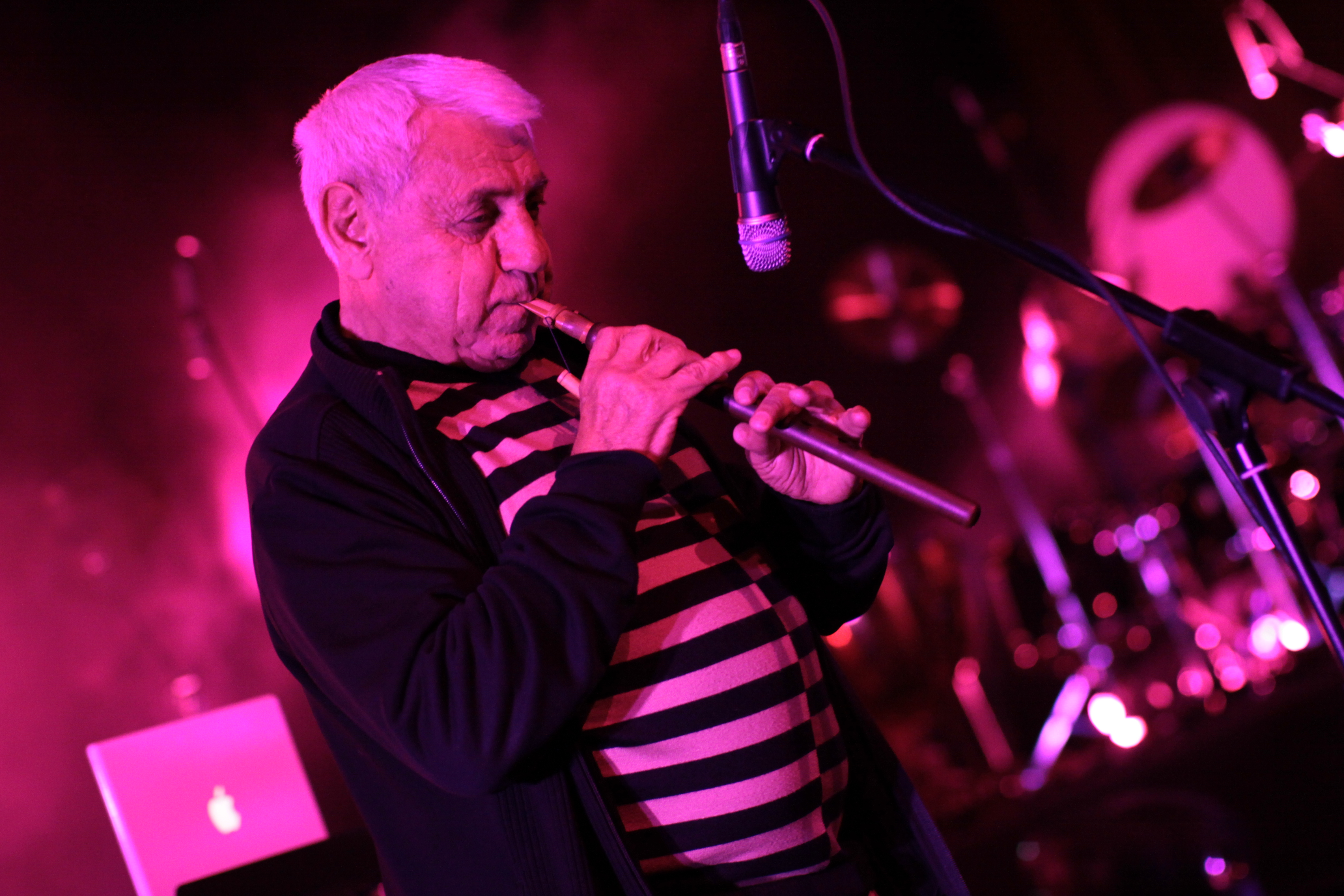
Dschiwan Gasparjan (2009)

Dschiwan Gasparjan (armenisch Ջիվան Գասպարյան, in wissenschaftlicher Transliteration J̆ivan Gasparyan, in anderen Transkriptionen Djivan Gasparian; * 12. Oktober 1928, Solak, Armenische SSR; † 6. Juli 2021) war ein armenischer Instrumentalist und Komponist.

## Leben
Gasparjan, der aus einem Dorf in der Nähe von Jerewan stammte, war vor allem als Duduk-Spieler bekannt. Er unterrichtete als Professor am Konservatorium Jerewan. Sein Stil bewegte sich zwischen traditioneller (armenischer) Volksmusik und Popmusik.
Weltweite Bekanntheit erreichte er durch seine Zusammenarbeit mit Peter Gabriel an dem Soundtrack des Filmes Die letzte Versuchung Christi. Später beteiligte sich Gasparjan am Soundtrack des Films Gladiator. Er hat auch mit Musikern wie Sting, Brian Eno, Lionel Richie, Hans Zimmer, Brian May, Andreas Vollenweider, Majid Bekkas und Michael Brook zusammengearbeitet, ebenso mit Ensembles wie dem Kronos Quartet und dem Los Angeles Philharmonic.
2000 wurde ihm die Ehrenbürgerschaft der Stadt Jerewan verliehen. 2010 spielte er beim Eurovision Song Contest in Oslo Duduk – als Teil des armenischen Beitrages.
Sein Enkel Jivan Gasparyan (Jr., * 23. Oktober 1982 in Jerewan) spielt ebenfalls professionell Duduk.

## Diskografie
- I Will Not Be Sad in This World (Melodija 1983; All Saints 1989)
- Moon Shines at Night (All Saints 1993)
- The Crow, Soundtrack von The Crow – Die Krähe (1994)
- Ask me no questions (Traditional Crossroads 4268, 1996)
- Apricots from Eden (Traditional Crossroads 4276, 1996)
- Black Rock (mit Michael Brook, Realworld 46230, 1998)
- Jivan Gasparyan Quartet (Libra Music 1998)
- The Siege, Soundtrack (1998)
- Djivan Gasparyan Quartet: Nazeli with Haig Yazdjian (Libra Music 1998)
- Heavenly Duduk (Network 1999)
- Armenian Fantasies (Network 34801, 2000)
- Gladiator, Soundtrack von Gladiator (2000)
- Fuad (Traditionelle armenische und türkische Musik, 2001)
- Endless Vision (mit Hossein Alizāde, 2005)